# S-GM
S-GM är en turnering som utser mästarna i volleyboll för damklubblag på Grönland. Den organiseras av Kalaallit Nunaanni Volleyballertartut Kattuffiat (KVK), Grönlands volleybollförbund, sedan 1983/1984.

## Resultat per år[1]
| Säsong                  | Podium            | Podium              | Podium              |
| Mästare                 | Tvåa              | Trea                |                     |
| ----------------------- | ----------------- | ------------------- | ------------------- |
| 1983-84 mer information | AVI Maniitsoq     | GSS Nuuk            | -                   |
| 1984-85 mer information | GSS Nuuk          | GSS Nuuk 2          | -                   |
| 1985-86 mer information | GSS Nuuk          | AVI Maniitsoq       | Christianshåb IF 70 |
| 1986-87 mer information | AVI Maniitsoq     | GSS Nuuk            | Christianshåb IF 70 |
| 1987-88 mer information | GSS Nuuk          | AVI Maniitsoq       | Christianshåb IF 70 |
| 1988-89 mer information | GSS Nuuk          | AVI Maniitsoq       | Christianshåb IF 70 |
| 1989-90 mer information | AVI Maniitsoq     | GSS Nuuk            | Christianshåb IF 70 |
| 1990-91 mer information | AVI Maniitsoq     | GSS Nuuk            | Christianshåb IF 70 |
| 1991-92 mer information | AVI Maniitsoq     | GSS Nuuk            | Christianshåb IF 70 |
| 1992-93 mer information | GSS Nuuk          | Christianshåb IF 70 | AVI Maniitsoq       |
| 1993-94 mer information | AVI Maniitsoq     | GSS Nuuk            | Christianshåb IF 70 |
| 1994-95 mer information | AVI Maniitsoq     | GSS Nuuk            | Christianshåb IF 70 |
| 1995-96 mer information | GSS Nuuk          | AVI Maniitsoq       | Qaqortoq VP         |
| 1996-97 mer information | GSS Nuuk          | Christianshåb IF 70 | AVI Maniitsoq       |
| 1997-98 mer information | GSS Nuuk          | AVI Maniitsoq       | IP-85               |
| 1998-99 mer information | AVI Maniitsoq     | GSS Nuuk            | Qaqortoq VP         |
| 1999-00 mer information | GSS Nuuk          | AVI Maniitsoq       | IP-85               |
| 2000-01 mer information | AVI Maniitsoq     | GSS Nuuk            | IP-85               |
| 2001-02 mer information | AVI Maniitsoq     | GSS Nuuk            | IP-85               |
| 2002-03 mer information | GSS Nuuk          | AVI Maniitsoq       | Ilulissat VK        |
| 2003-04 mer information | AVI Maniitsoq     | GSS Nuuk            | Ilulissat VK        |
| 2004-05 mer information | GSS Nuuk          | AVI Maniitsoq       | Qaqortoq VP         |
| 2005-06 mer information | AVI Maniitsoq     | GSS Nuuk            | Ilulissat VK        |
| 2006-07 mer information | GSS Nuuk          | Qaqortoq VP         | AVI Maniitsoq       |
| 2007-08 mer information | GSS Nuuk          | AVI Maniitsoq       | KT-VI Kangaamiut    |
| 2008-09 mer information | GSS Nuuk          | GSS Nuuk 2          | AVI Maniitsoq       |
| 2009-10 mer information | GSS Nuuk          | AVI Maniitsoq       | Polar Volley Nuuk   |
| 2010-11 mer information | Polar Volley Nuuk | GSS Nuuk            | KT-VI Kangaamiut    |
| 2011-12 mer information | AVI Maniitsoq     | Polar Volley Nuuk   | GSS Nuuk            |
| 2012-13 mer information | AVI Maniitsoq     | Polar Volley Nuuk   | GSS Nuuk            |
| 2013-14 mer information | Polar Volley Nuuk | GSS Nuuk            | AVS Sisimiut        |
| 2014-15 mer information | GSS Nuuk          | Polar Volley Nuuk   | AVS Sisimiut        |
| 2015-16 mer information | GSS Nuuk          | AVS Sisimiut        | Ilulissat VK        |
| 2016-17 mer information | GSS Nuuk          | Polar Volley Nuuk   | AVI Maniitsoq       |
| 2017-18 mer information | AVI Maniitsoq     | KT-VI Kangaamiut    | Polar Volley Nuuk   |
| 2018-19 mer information | KT-VI Kangaamiut  | AVI Maniitsoq       | -                   |
| 2019-20 mer information | Ej genomfört      |                     |                     |
| 2020-21 mer information | Ilulissat VK      | AVI Maniitsoq       | KT-VI Kangaamiut    |